# Kofallstjärnen
Kofallstjärnen är en sjö i Hällefors kommun i Västmanland och ingår i Göta älvs huvudavrinningsområde. Sjön är 11 meter djup, har en yta på 0,019 kvadratkilometer och är belägen 208 meter över havet.